# ラマズ・ノザゼ
ラマズ・ノザゼ（グルジア語: რამაზ ნოზაძე、グルジア語ラテン翻字: Ramaz Nozadze、1983年10月16日 - ）は、ジョージアのレスリング選手。トビリシ出身。2004年アテネオリンピックレスリンググレコローマンスタイル96kg級の銀メダリストである。

## 実績
- オリンピック
  - 2004年アテネオリンピック 銀メダル
- 世界選手権
  - 3位 2003年
  - 優勝 2007年
- ヨーロッパ選手権
  - 優勝 2003年
  - 優勝 2007年
  - 3位 2008年